# Unna Čuolmmasrivier
De Unna Čuolmmasrivier  (Unna Čuolmmasjohka) is een bergrivier die stroomt in de Zweedse gemeente Kiruna. De rivier verzamelt haar water van berghelling van meer dan 700 meter hoogte. De rivier stroomt naar het noordoosten en na 4 kilometer stroomt ze de Råstrivier in.
Afwatering: Unna Čuolmmasrivier → Råstrivier → Lainiorivier → Torne → Botnische Golf